# Cestrum fuertesii
Cestrum fuertesii là loài thực vật có hoa trong họ Cà. Loài này được O.E.Schulz mô tả khoa học đầu tiên năm 1912.